# رمزي بوركبة
 رمزي بوركبة  (1984 الجزائر) هو لاعب كرة قدم جزائري.

## روابط خارجية
- رمزي بوركبة على موقع قاعدة بيانات كرة القدم.إي يو (الإنجليزية)
- رمزي بوركبة على موقع Soccerway.com (الإنجليزية)